# Peste de San Francisco de 1900-1904
La peste de San Francisco de 1900-1904 fue una epidemia de peste bubónica centrada en el barrio chino de San Francisco. Fue la primera epidemia de peste en los Estados Unidos continentales. La epidemia fue reconocida por las autoridades médicas en marzo de 1900, pero su existencia fue negada durante más de dos años por el gobernador de California, Henry Gage. Su negación se basó en razones comerciales, para proteger la reputación de San Francisco y California y para evitar la pérdida de ingresos debido a la cuarentena. La falta de acción rápida puede haber permitido que la enfermedad se estableciera entre las poblaciones animales locales. Las autoridades federales trabajaron para demostrar que había un problema de salud importante, y aislaron la zona afectada; esto socavó la credibilidad de Gage, y perdió la gobernación en las elecciones de 1902. El nuevo gobernador George Pardee implementó una solución médica y la epidemia se detuvo en 1904. Se identificaron 121 casos, incluyendo 119 muertes.
Gran parte del San Francisco urbano fue destruido por un incendio en el terremoto de San Francisco de 1906, incluyendo todo el distrito de Chinatown. El proceso de reconstrucción comenzó inmediatamente, pero tomó varios años. Mientras la reconstrucción estaba en pleno apogeo, una segunda epidemia de peste golpeó San Francisco en mayo y agosto de 1907, pero no se centró en Chinatown. Los casos ocurrieron al azar en toda la ciudad, incluyendo casos identificados en toda la bahía en Oakland. Los políticos y la prensa de San Francisco reaccionaron de manera muy diferente esta vez, queriendo que el problema se resolviera rápidamente. Las autoridades sanitarias trabajaron rápidamente para evaluar y erradicar la enfermedad. Aproximadamente $2 millones se gastaron entre 1907 y 1911 para matar tantas ratas como fuera posible en la ciudad con el fin de controlar uno de los vectores de la enfermedad.
En junio de 1908, se habían identificado 160 casos más, incluyendo 78 muertes, una tasa de mortalidad mucho menor que entre 1900 y 1904. Todas las personas infectadas eran europeas, y la ardilla terrestre de California fue identificada como otro vector de la enfermedad. La negación inicial de la infección de 1900 puede haber permitido que el patógeno ganara su primer punto de apoyo en Estados Unidos, de la que se extendió esporádicamente a otros estados en forma de peste sylvatica (peste rural). Sin embargo, es posible que la infección de ardilla molida sea anterior a 1900.

## Antecedentes
La tercera pandemia de la peste comenzó en 1855 en China y finalmente mató a unos 15 millones de personas, principalmente en la India. En 1894, la plaga golpeó Hong Kong, un importante puerto comercial entre China y los Estados Unidos. Los funcionarios estadounidenses estaban preocupados de contraer infecciones por la carga transportada por barcos que cruzarían el Océano Pacífico. Por estas razones, todas las naves fueron inspeccionadas rigurosamente. En ese momento, sin embargo, no era ampliamente conocido que las ratas pudieran llevar peste, y que las pulgas en esas ratas pudieran transmitir la enfermedad a los seres humanos. Los barcos que llegaban a los puertos estadounidenses fueron declarados limpios después de que la inspección de los pasajeros no mostrara signos de enfermedad. Los funcionarios de salud no realizaron pruebas en ratas o pulgas. A pesar de los importantes avances en la década de 1890 en la lucha contra la peste bubónica, muchos de los médicos del mundo no cambiaron inmediatamente sus métodos ineficaces y obsoletos.
En noviembre de 1898, el cirujano jefe del Servicio de Hospitales Marinos de los Estados Unidos (MHS, por sus días), James M. Gassaway, se sintió obligado a refutar los rumores de peste en San Francisco. Apoyado por el funcionario de salud de la ciudad, Gassaway dijo que algunos residentes chinos habían muerto de neumonía o edema pulmonar, y que no era peste bubónica.

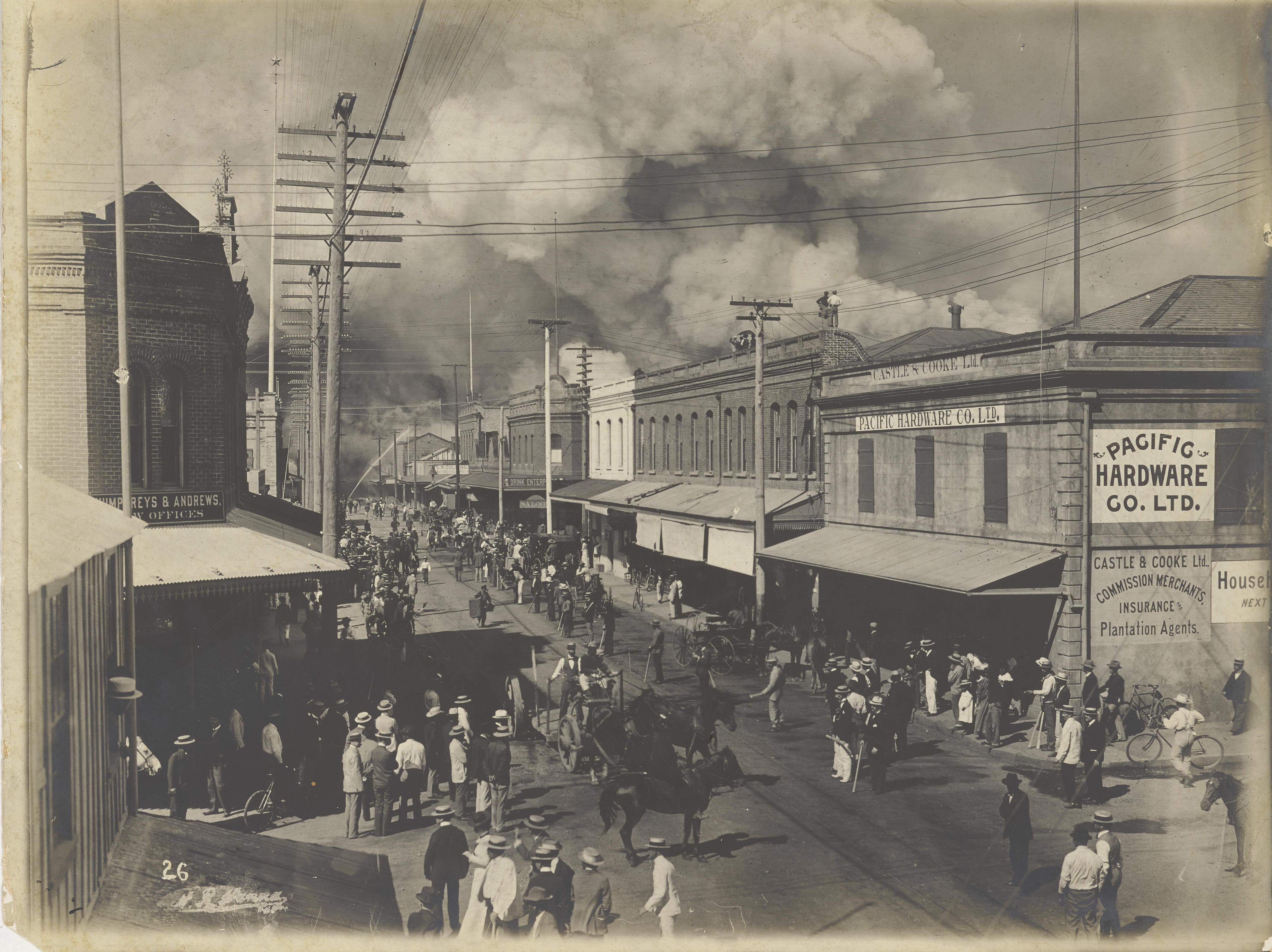
En enero de 1900, el Barrio Chino de Honolulu se incendió en un esfuerzo por controlar la peste bubónica.

En el recién formado territorio estadounidense de Hawái, la ciudad de Honolulu fue víctima de la peste en diciembre de 1899. Los residentes de Honolulu estaban reportando casos de fiebre e inflamación de las glándulas linfáticas formando bubones, con graves daños en los órganos internos, lo que rápidamente llevó a la muerte. Sin saber exactamente cómo controlar la propagación de la enfermedad, las autoridades sanitarias de la ciudad decidieron quemar casas infectadas. El 20 de enero de 1900, los vientos cambiantes avivaron las llamas fuera de control, y casi todo Chinatown ardió — 38 acres (15 ha)— dejando a 6000 sin hogar.
Las extensas operaciones marítimas del puerto de San Francisco causaron preocupación entre hombres médicos como Joseph J. Kinyoun, el jefe de cuarentena del MHS en San Francisco, por la infección que se extendió a California. Un barco japonés, el S.S. Nippon Maru, que llegó a la bahía de San Francisco en junio de 1899, tuvo dos muertes por peste en el mar, y hubo dos casos más de polizones encontrados muertos en la bahía, con características postmortem que demostraron que tenían la peste. En Nueva York en noviembre de 1899, el barco británico J.W. Taylor trajo tres casos de peste de Brasil, pero los casos fueron confinados al barco. El carguero japonés S.S. Nanyo Maru llegó a Port Townsend, Washington, el 30 de enero de 1900, con 3 muertes de 17 casos de peste confirmada. Todas estas naves fueron puestas en cuarentena; no se sabe que hayan infectado a la población en general. Sin embargo, es posible que la peste escapara de algún barco desconocido a través de pulgas o ratas, más tarde para infectar a los residentes estadounidenses.
En esta atmósfera de grave peligro, enero de 1900, Kinyoun ordenó a todos los barcos que venían a San Francisco desde China, Japón, Australia y Hawái que enarbolaran banderas amarillas para advertir de una posible plaga a bordo. Muchos empresarios y navegantes sentían que esto era malo para los negocios, e injusto para los barcos que estaban libres de peste. Los promotores de la ciudad estaban seguros de que la peste no podía afianzarse, y estaban descontentos con lo que veían como el abuso de autoridad de Kinyoun. El 4 de febrero de 1900, el suplemento de la revista Dominical de The San Francisco Examiner llevaba un artículo titulado "Por qué San Francisco es a prueba de peste". Algunos expertos estadounidenses tenían la creencia errónea de que una dieta a base de arroz dejaba a los asiáticos con una menor resistencia a la peste, y que una dieta de carne mantenía a los europeos libres de esta enfermedad.

## Infección

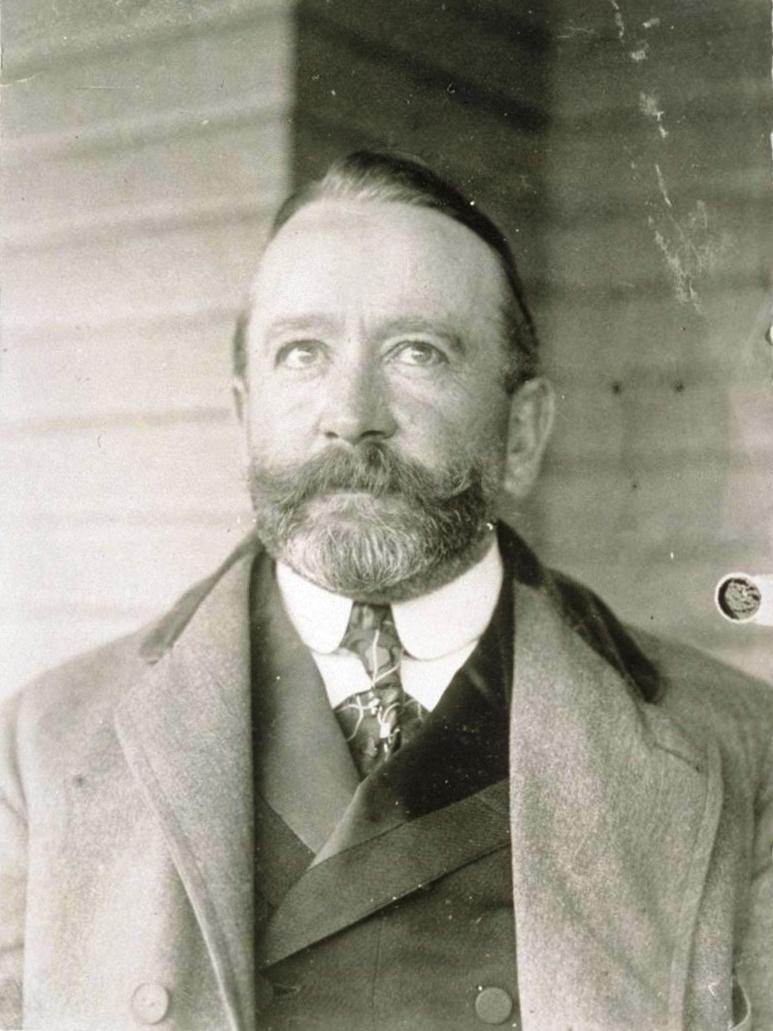
El alcalde James D. Phelan llamó a los chino-estadounidenses "una amenaza constante para la salud pública".

En enero de 1900, el barco de vapor de cuatro mástiles S.S. Australia puso ancla en el Puerto de San Francisco. El barco navegó entre Honolulu y San Francisco regularmente, y sus pasajeros y tripulación fueron declarados limpios. La carga desde Honolulu, descargada en un muelle cerca de la caída de las alcantarillas de Chinatown, puede haber permitido que las ratas portadoras de la peste abandonaran el barco y transmitan la infección. Sin embargo, es difícil rastrear la infección a un solo vaso. Donde quiera que viniera, la enfermedad pronto se estableció en el abarrotado barrio chino del Gueto; se observó un aumento repentino de ratas muertas a medida que las ratas locales se infectaron.
Los rumores de la presencia de la peste abundaron en la ciudad, ganando rápidamente el aviso de las autoridades del MHS estacionado en la Isla de los Ángeles en la bahía de San Francisco, incluido el jefe Kinyoun.
Un chino-estadounidense llamado Chick Gin, Wing Chung Ging o Wong Chut King se convirtió en la primera víctima oficial de peste en California. El hombre de 41 años, nacido en China (residente de San Francisco durante 16 años) era un soltero que vivía en el sótano del Hotel Globe, en Chinatown, en la intersección de las calles, ahora llamada Grant y Jackson. El Globe Hotel fue construido en 1857, con la apariencia de un palacio italiano. Sin embargo, a mediados de la década de 1870 era una vivienda escuálida llena de residentes chinos. A las afueras, Jackson Street era el barrio chino de luz roja, donde los hombres solteros podían visitar a las "esposas de cien hombres".
El 7 de febrero de 1900, Wong Chut King, el propietario de un patio de madera, se enfermó con lo que los médicos chinos pensaban que era tifus o gonorrea, esta última una enfermedad de transmisión sexual común a los residentes de Chinatown en ese momento. Después de medicamentos fallidos y sin alivio para su enfermedad, falleció en su cama después de sufrir durante cuatro semanas. Por la mañana, el cuerpo fue llevado a una funeraria china donde fue examinado por el cirujano de la policía de San Francisco Frank P. Wilson el 6 de marzo de 1900. Wilson llamó a A.P. O'Brien, un oficial del departamento de salud de la ciudad, después de encontrar glándulas linfáticas sospechosamente hinchadas. Wilson y O'Brien llamaron entonces a Wilfred H. Kellogg, bacteriólogo de la ciudad de San Francisco, y los tres hombres realizaron una autopsia cuando se cerró la noche. Mirando a través de su microscopio, Kellogg pensó que vio bacilos de peste.
A altas horas de la noche, Kellogg llevó las muestras sospechosas de líquido linfático a la Isla de los Ángeles para ser analizadas en animales en el laboratorio mejor equipado de Kinyoun, una operación que tomaría al menos cuatro días. Mientras tanto, Wilson y O'Brien pidieron a la Junta de Salud de la ciudad e insistieron en que Chinatown fuera puesto en cuarentena inmediatamente.
Cuando el amanecer llegó el 7 de marzo de 1900, Chinatown fue rodeado por una cuerda y rodeado de policías que impedían la salida o el acceso a cualquier persona que no fuera estadounidense. El área de 12 cuadras estaba bordeada por cuatro calles: Broadway, Kearney, California y Stockton. Aproximadamente entre 25 000 y 35 000 residentes no pudieron salir. El cónsul general chino Ho Yow consideró que la cuarentena probablemente se basaba en suposiciones falsas y que era totalmente injusta para el pueblo chino y que buscaría una orden judicial para levantar la cuarentena. El alcalde de San Francisco, James D. Phelan, estaba a favor de mantener separados a los residentes de habla china de los angloamericanos , alegando que los chino-americanos eran impuros, sucios y "una amenaza constante a la salud pública".
Sin embargo, la Junta de Salud levantó la cuarentena el 9 de marzo después de haber estado en vigor durante sólo 2 días y media. O'Brien dijo, a modo de explicación, que "el clamor general se había vuelto demasiado grande para ignorarlo". Los animales probados en el laboratorio de Kinyoun parecían estar en condiciones normales después de las primeras 48 horas de estar expuestos a los posibles agentes causantes de la peste. La falta de respuesta temprana puso en duda la teoría de que la peste fue la causa de la muerte de Wong Chut King.

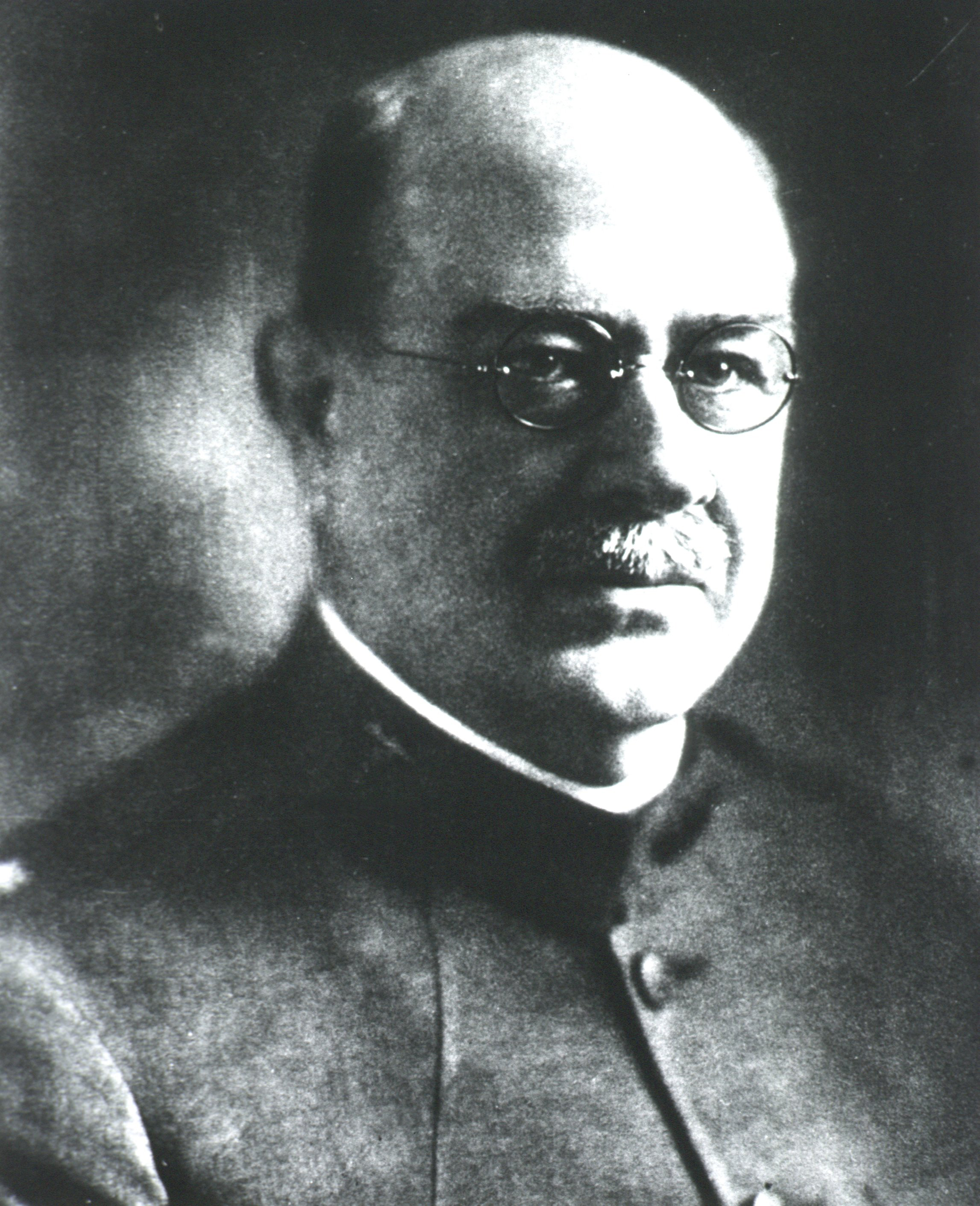
El científico que confirmó la existencia de peste en California, el Dr. Joseph J. Kinyoun fue sometido a una campaña de difamación.

El 11 de marzo, el laboratorio de Kinyoun presentó sus resultados. Dos conejillos de indias y una rata murieron después de ser expuestos a muestras de la primera víctima, lo que demuestra que la peste estaba en Chinatown. Sin restaurar la cuarentena, la Junta de Salud inspeccionó todos los edificios en Chinatown, y trabajó para desinfectar el vecindario. La propiedad fue tomada y quemada si se sospechaba que albergaba suciedad. Utilizando la violencia física, los policías aplicaron el cumplimiento de las directrices de la Junta de Salud. Las comunidades chinas enojadas y preocupadas reaccionaron escondiendo a los enfermos.
El 13 de marzo murió otro animal de laboratorio, un mono, que estaba expuesto a la peste. Todos los animales muertos dieron positivo para la bacteria de la peste. El Cirujano General de los Estados Unidos Walter Wyman informó a los médicos de San Francisco a finales de marzo de 1900 que su laboratorio confirmó el hecho de que las pulgas pueden transportar la plaga y transmitirla a un nuevo huésped.

## Negación y supresión por parte del gobernador

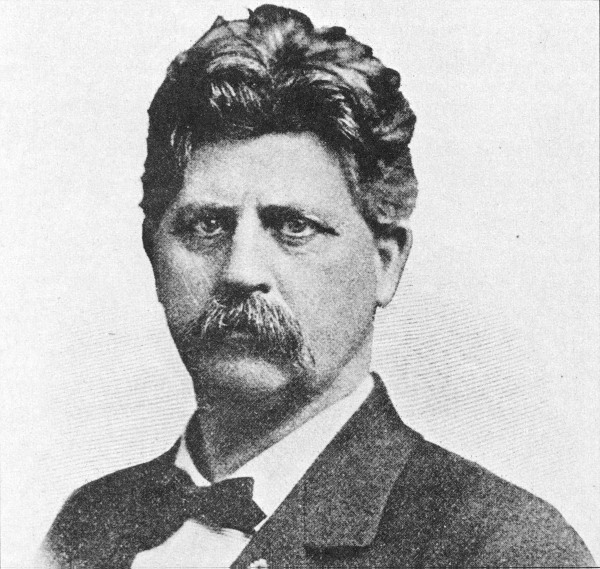
El gobernador de California, Henry Gage, negó que hubiera una plaga.

Aliado con poderosos intereses ferroviarios y empresariales de la ciudad, el gobernador de California Henry Gage negó públicamente la existencia de un brote pestilente en San Francisco, temiendo que cualquier palabra de la presencia de la peste bubónica dañaría profundamente la economía de la ciudad y el estado. Los periódicos de apoyo, como The San Francisco Call, San Francisco Chronicle y San Francisco Evening Bulletin, se hicieron eco de las negaciones de Gage, comenzando lo que se convertiría en una intensa campaña de difamación contra el oficial de cuarentena Kinyoun. En respuesta a la negación del estado, Wyman recomendó al Secretario del Tesoro federal Lyman J. Gage que interviniera. El Secretario Gage estuvo de acuerdo, creando una comisión de tres hombres de investigadores que eran respetados estudiosos médicos, con experiencia en la identificación y tratamiento de la plaga en China o la India. La comisión examinó seis casos en San Francisco y determinó de manera concluyente que había peste bubónica.
Al igual que con las conclusiones de Kinyoun, los hallazgos de la comisión del Tesoro fueron nuevamente inmediatamente denunciados por el gobernador Gage. Gage creía que la creciente presencia del gobierno federal en el asunto era una grave intrusión de lo que él veía como una preocupación estatal. En sus represalias, Gage negó a la comisión federal cualquier uso de los laboratorios de la Universidad de California en Berkeley para seguir estudiando el brote, amenazando la financiación estatal de la universidad. The Bulletin también atacó a la comisión federal, tildándola de "trío juvenil e inexperto".

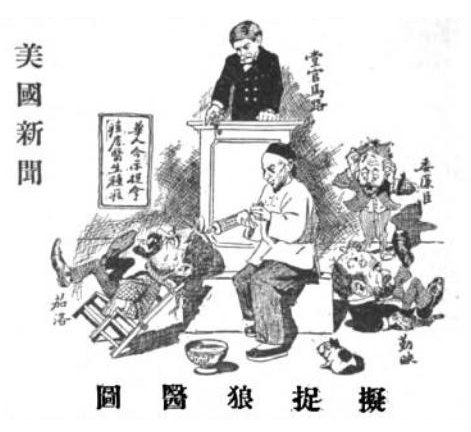
Una caricatura política publicada en un diario en chino en junio de 1900; el epidemiólogo Joseph J. Kinyoun fue inyectado en la cabeza con la vacuna experimental contra la peste de Waldemar Haffkine. Otros dos médicos parecen estar desarrollando bubones en sus cabezas a partir de las inoculaciones de gran tamaño. El juez federal William W. Morrow mira.

El enfrentamiento entre Gage y las autoridades federales se intensificó. Wyman instruyó a Kinyoun a colocar Chinatown bajo una segunda cuarentena, así como bloquear la entrada de todos los asiáticos orientales a las fronteras estatales. Wyman también instruyó a Kinyoun a inocular a todas las personas de herencia asiática en Chinatown, utilizando una vacuna experimental desarrollada por Waldemar Haffkine, una conocida por tener efectos secundarios graves. Portavoces en Chinatown protestaron enérgicamente; no dieron su permiso para este tipo de experimentación masiva. La Asociación Benevolente Consolidada China, también conocida como las Seis Compañías, presentó una demanda en nombre de Wong Wai, un comerciante que adoptó una postura contra lo que él percibía como una violación de su libertad personal. No es una demanda colectiva, los argumentos incluían palabras similares, como quejas de que a todos los residentes de Chinatown se les negaba la "protección igualitaria bajo la ley", parte de la Decimocuarta Enmienda a la Constitución de los Estados Unidos. El juez federal William W. Morrow falló inusualmente a favor de los chinos, en gran parte porque la defensa del estado de California no pudo probar que los chino-americanos eran más susceptibles a la peste que los angloamericanos. La decisión sienta un precedente para mayores límites impuestas a las autoridades de salud pública que tratan de aislar a las poblaciones enfermas.
Entre 1901 y 1902, el brote de peste continuó empeorando. En un discurso de 1901 a ambas cámaras de la Legislatura estatal de California, Gage acusó a las autoridades federales, particularmente a Kinyoun, de inyectar bacterias de la peste en cadáveres, falsificando evidencia. En respuesta a lo que dijo que era un espantapájaros masivo por parte del MHS, Gage impulsó un proyecto de ley de censura para amordazar cualquier informe de los medios de comunicación sobre la infección por peste. El proyecto de ley fracasó en la Legislatura del Estado de California, sin embargo, las leyes para amordazar los informes entre la comunidad médica lograron ser aprobados y fueron firmados por el gobernador. Además, se asignaron $100 000 a una campaña pública liderada por Gage para negar la existencia de la peste. En privado, sin embargo, Gage envió una comisión especial a Washington D. C., compuesta por abogados de Southern Pacific, periódicos y navieros para negociar un acuerdo con el MHS, mediante el cual el gobierno federal retiraría a Kinyoun de San Francisco con la promesa de que el estado cooperaría secretamente con el MHS para erradicar la epidemia de peste.
A pesar del acuerdo secreto que permitió la destitución de Kinyoun, Gage volvió a su promesa de ayudar a las autoridades federales y continuó obstruyendo sus esfuerzos para el estudio y la cuarentena. Un informe emitido por la Junta Estatal de Salud el 16 de septiembre de 1901 reforzó las afirmaciones de Gage, negando el brote de la peste.